# Amidasi
Le amidasi sono una famiglia enzimatica appartenente alla classe delle idrolasi in grado di idrolizzare in modo specifico il legame ammidico. Al pari delle esterasi e delle carbamilasi, le amidasi svolgono un ruolo molto importante nella detossificazione di sostanze xenobiotiche introdotte nell'organismo. Le amidasi hanno un ruolo fondamentale anche per quanto riguarda la digestione delle proteine introdotte con l'alimentazione, dal momento che della famiglia delle amidasi fanno parte proteasi e peptidasi.
La reazione catalizzata dalle amidasi, essendo un idrolisi, prevede l'introduzione di una molecola di acqua per spezzare il legame ammidico:
  R-CO-NR'R'' + H2O → R-COOH + HNR'R''